# Gloria Mínguez Ropiñón
Gloria Mínguez Ropiñón (España, siglo XX) es una diplomática española. Es la embajadora de España en Níger (desde noviembre de 2023).

## Biografía
Tras licenciarse en Derecho en la Universidad de Zaragoza, completó su formación jurídica con un máster en Derecho Europeo en la Universidad de Saarbrücken, e ingresó en la carrera diplomática (1995).
Después de colaborar en la Secretaría General del Parlamento Europeo (Luxemburgo) en el ámbito de la cooperación al desarrollo, estuvo destinada en las Embajadas de España en Mauritania, Israel, Bolivia y Colombia. En el Ministerio de Asuntos Exteriores, Unión Europea y Cooperación fue consejera Técnica de Cooperación para los Países de África Subsahariana en la Agencia Española de Cooperación Internacional y Subdirectora General de Organismos Multilaterales de Iberoamérica (2005-2010).
Posteriormente fue consejera cultural en las embajadas de España en Berlín y Pekín (2010-2019); vocal asesora en los gabinetes del secretario de Estado y las secretarias de Estado de Cooperación Internacional (2019); y vocal asesora en la Dirección General del Español en el Mundo en la Secretaría de Estado para Iberoamérica y el Caribe y del Español en el Mundo (2023).
Es la actual embajadora de España ante la República de Níger (desde noviembre de 2023).